# 列夫·克里茨曼
列夫·克里茨曼（俄语：Лев Натанович Крицман，1890年6月16日—1938年6月17日）苏联马克思主义经济学家，在20世纪20年代积极主张计划经济。1929年起，他在农业改革上的观点同苏联领导人斯大林关于大规模集体化和去富农化保持一致。